# Cupa României 1951
La Cupa României 1951 è stata la quattordicesima edizione della coppa nazionale disputata tra il 27 giugno e l'8 novembre 1951 e conclusa con la vittoria del CCA București, al terzo successo consecutivo

## Sedicesimi di finale
Gli incontri si sono disputati il 27 giugno 1951.
| Squadra 1                     | Risultato | Squadra 2              |
| ----------------------------- | --------- | ---------------------- |
| Locomotiva Arad               | 1 - 4     | Flamura Roșie UTA Arad |
| AMEF Arad                     | 1 - 2     | Locomotiva Timișoara   |
| Flamura Roșie Buhuși          | 1 - 0     | Locomotiva Iași        |
| Locomotiva Cluj               | 0 - 3     | Dinamo Brașov          |
| Locomotiva PCA Constanța      | 1 - 2     | Dinamo Bucarest        |
| CSA Craiova                   | 1 - 0 dts | Flacăra Petroșani      |
| Locomotiva Galați             | 0 - 9     | CCA București          |
| Spartac Giurgiu               | 0 - 7     | Locomotiva București   |
| Flacăra Mediaș                | 2 - 1     | Știința Cluj           |
| Flamura Roșie Pitești         | 0 - 3     | Flacăra București      |
| Flacăra Poiana-Câmpina        | 4 - 3 dts | Metalul București      |
| Metalul Reșița                | 1 - 1     | Știința Timișoara      |
| Locomotiva Satu Mare          | 0 - 2     | Progresul Oradea       |
| Flamura Roșie Sfîntu Gheorghe | 2 - 0     | Locomotiva Târgu-Mureș |
| Metalul Tohan                 | 0 - 2     | Metalul Sibiu          |
| Locomotiva Oradea             | 3 - 1     | CSU Cluj               |

## Ottavi di finale
Gli incontri si sono disputati tra il 1° e il 4 luglio 1951.
| Squadra 1                 | Risultato | Squadra 2              |
| ------------------------- | --------- | ---------------------- |
| Flamura Roșie Buhuși      | 1 - 8     | CCA București          |
| CSU Cluj                  | 2 - 1     | Progresul Oradea       |
| Flacăra Mediaș            | 3 - 1     | Flamura Roșie UTA Arad |
| Flacăra P. Câmpina        | 1 - 1     | Locomotiva Bucarest    |
| Flamura Roșie Sf.Gheorghe | 0 - 1     | Dinamo Brașov          |
| Metalul Sibiu             | 6 - 2 dts | CSA Craiova            |
| Știința Timișoara         | 4 - 0     | Locomotiva Timișoara   |
| Flacăra București         | 3 - 2     | Locomotiva București   |

## Quarti di finale
Gli incontri si sono disputati tra il 5 e il 12 settembre 1951.
| Squadra 1            | Risultato | Squadra 2        |
| -------------------- | --------- | ---------------- |
| CCA București        | 2 - 1     | Metalul Sibiu    |
| Locomotiva București | 0 - 1     | Flacăra Mediaș   |
| Dinamo Brașov        | 2 - 0     | CSU Cluj         |
| Știința Timișoara    | 1 - 0     | Flacara Bucarest |

## Semifinali
Gli incontri si sono disputati tra il 24 ottobre e il 1º novembre 1951.
| Squadra 1      | Risultato | Squadra 2         |
| -------------- | --------- | ----------------- |
| Flacăra Mediaș | 2 - 0     | Dinamo Brașov     |
| CCA București  | 3 - 1 dts | Știința Timișoara |

## Finale
Vittoria della squadra della capitale ottenuta ai tempi supplementari, dopo che al 90° il risultato era di 1-1.
| Arbitro: | Gheorghe Ionescu (Brașov) |

|                                               |           |                  |
| Nicolae Drăgan 49’ 111’ Petre Moldoveanu 112’ | Marcatori | 71’ Dr. A. Coman |